# Yondó
Yondó es un municipio de Colombia, localizado en la subregión del Magdalena Medio en el departamento de Antioquia. Limita por el norte con el municipio de Cantagallo, Bolívar, por el oeste con el municipio de Remedios, por el suroeste con el municipio de Puerto Berrío y por el este con los municipios de Cimitarra, Puerto Parra y Barrancabermeja, estos últimos en el departamento de Santander, está separado de estos últimos por el Río Magdalena. Cuenta con un corregimiento: San Miguel del Tigre. 
Además, es un municipio que hace parte del PDET del Sur de Bolívar.

## Historia
Antes de la llegada de los españoles, los indígenas Yarigüíes, habitantes  de las comarcas vecinas, visitaban este territorio, y usaban el petróleo que brotaba de su tierra para frotarse la piel y protegerse de los insectos.
En 1840 se creó el corregimiento de Yondó bajo jurisdicción del municipio de Remedios. En 1930 la compañía petrolera neerlandesa Shell  compró los terrenos propiedad de la familia Ospina y comenzó labores de exploración.
En junio de 1941 se construyó el primer pozo petrolero (Casabe 1), dándose inicio a la explotación del hidrocarburo; esta fecha es considerada como la fundación de Yondó.
A partir de entonces la población, con familias procedentes de Antioquia, Santander, Bolívar, Magdalena y el interior del país, comenzó a aumentar, hasta finales de los años 60, época en la que comenzó a declinar la actividad petrolera.
En 1978, habitantes de Yondó conformaron un comité pro-municipio para evitar su desaparición. En reunión de la Asamblea Departamental de Antioquia y mediante la ordenanza 38 del 23 de noviembre de 1978 es erigido en municipio el cual empezó su vida jurídica el 1 de enero de 1979.

## Generalidades
- Fundación: El 23 de abril de 1945.
- Erección en municipio: 1979.
- Fundador: José Domingo Oliveros Ricaurte.
- Apelativo: "sheleros", debido a la primera empresa de la localidad, "Shell Petroleum Co."

### Himno del municipio de Yondó
Letra y música: William Skey Figueroa, compuesto en 2003. Video:
| Coro YONDOSINOS CANTEMOS CON FERVOR A ESTA TIERRA QUE SU ABRIGO NOS DIO EN SUS CAMPOS GERMINA LA VIDA Y EN SU GENTE REBOSA EL AMOR. I . MUJERES Y HOMBRES DE TODAS LAS RAZAS GENTE AMABLE DE TODO EL PAÍS HOY CONVIVEN AQUÍ COMO HERMANOS COMO UN PUEBLO RADIANTE Y FELIZ EL GRAN RÍO DE LA MAGDALENA ABUNDANTE EN BIODIVERSIDAD Y EL PETRÓLEO QUE IRRIGA EL SUBSUELO FUENTES SON DE RIQUEZA SIN PAR. II HOMBRES FUERTES SE ABRIERON CAMINO POR LA SELVA HÚMEDA Y TROPICAL DESCUBRIENDO EL VALIOSO ORO NEGRO QUE A COLOMBIA DARÍA PROSPERIDAD. EN CASABE COMIENZA ESTA HISTORIA QUE POR SIGLOS PODREMOS CONTAR. QUÉ GRANDEZA ENCIERRA ESTA TIERRA Y ORGULLOSO SIEMPRE LA HE DE AMAR. CORO |  | III EL SUDOR DEL NOBLE CAMPESINO FIEL EMBLEMA DE ESFUERZO Y VALOR GOTA A GOTA DESTILA POR SU FRENTE INUNDANDO EL SURCO EN SU LABOR. DESDE EL CAMPO NOS LLEGA EL SUSTENTO QUE LA NATURALEZA NOS DIO CONSERVANDO LA FLORA Y LA FAUNA DAMOS MUESTRA DE AMAR MÁS A DIOS. IV YONDOSINOS SIGAMOS UNIDOS BAJO EL CÁLIDO ABRAZO DEL SOL DERROTANDO TODA INDIFERENCIA NOS ESPERA UN MAÑANA MEJOR CONSTRUYENDO PROYECTOS DE VIDA SIEMPRE EN TORNO A UN MISMO IDEAL ENCONTRAMOS MEJORES CAMINOS QUE NOS CONDUCEN HACIA LA PAZ. CORO V INCANSABLES MONARCAS TRIUNFANTES CABALLEROS EN LA FRANCA LID VAN LLEVANDO EN ALTO LA BANDERA POR ANTIOQUIA Y POR TODO EL PAÍS. JUVENTUD TALENTOSA Y ACTIVA CON LOS NIÑOS Y LA TERCERA EDAD ENTONAMOS UN CANTO A LA VIDA COMO EQUIPO VAMOS A GANAR. CORO |  |  |

### Característica
Es uno de los más calurosos municipios antioqueños, ubicado sobre el margen occidental del río Magdalena frente al puerto de Barrancabermeja (departamento de Santander). El petróleo ha sido el producto que mueve la economía de la región. 

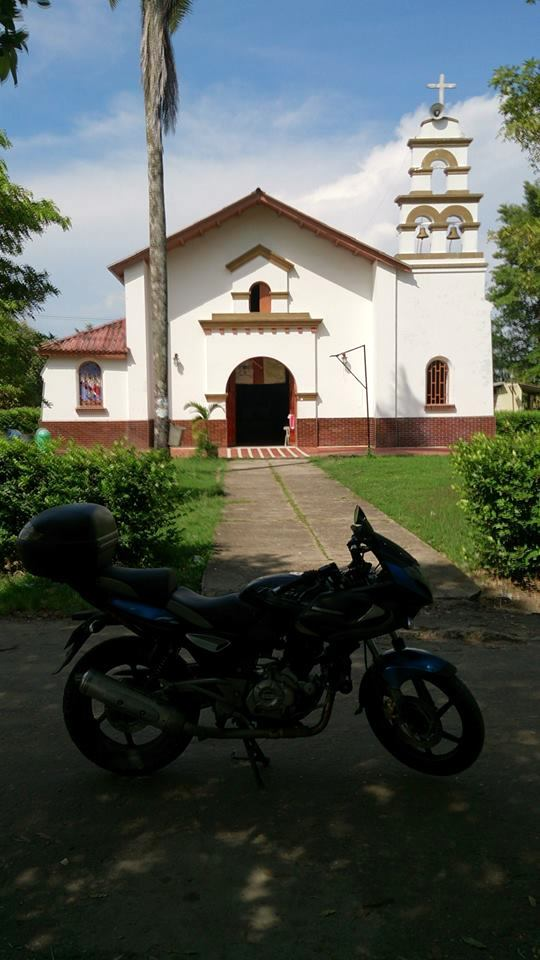
Iglesia en Yondó

Recibió su nombre debido a la gran influencia que sobre estas tierras tenían los indios yondúes, que formaron parte de la colonización de la comarca, y que todavía son recordados con orgullo por sus pobladores.

### Demografía
- Población Total: 18 613 hab. (2018).[2]
- Población Urbana: 9 655.
- Población Rural: 9 222.
- Alfabetismo: 80.3% (2005).[3]
- Zona urbana: 84.9%.
- Zona rural: 75.3%.

## Geografía
El área municipal es de 1 880 kilómetros cuadrados, con un territorio poco montañoso correspondiente al Magdalena Medio. El río Magdalena hace de frontera del municipio con el departamento de Santander. La ciudad de Barrancabermeja se encuentra justo en frente al municipio de Yondó.

## Economía
- Agricultura: yuca y maíz
- Ganadería
- Explotación maderera
- Extracción de petróleo.

## Transporte
Yondó junto con Barrancabermeja constituyen un centro de transporte multinodal donde confluyen las vías férreas, fluviales y el transporte de carretera.
La principal vía fluvial la constituye el Río Magdalena por el cual se puede navegar sin transbordo desde Honda hasta Barranquilla. 
En 2006 finalizó la construcción del Puente Yondó (Puente Guillermo Gaviria Correa) que cruza sobre el río Magdalena y que une a los municipios de Yondó (Antioquia), con Barrancabermeja (Santander), una construcción de 1 kilómetro de longitud, la cual ha consolidado la posición del municipio como centro de transporte multinodal.

## Gastronomía
El núcleo de los platos en este distrito está compuesto de variadas preparaciones de pescado. También se ofrecen cocina típica antioqueña y asados.

## Patrimonio cultural y sitios de interés
- Parque Principal,
- Puente de Yondó sobre el río Magdalena. Inaugurado en 2006, es una hermosa obra de ingeniería de 1 kilómetro de longitud que une a los departamentos de Antioquia y Santander al conectar el Municipio de Yondó y la ciudad de Barrancabermeja en los respectivos departamentos,
- Iglesia de la Santísima Trinidad,
- La Represa, para pesquería,
- La Laguna del Miedo es uno de sus principales atractivos naturales, que debe su nombre a que antes no se podía observar debido a la constante brumosidad,
- Chorros de Tamar, con variedad de climas y atractivo turístico.

## Servicios públicos
- Energía Eléctrica: EPM, es la empresa prestadora del servicio de energía eléctrica.
- Gas Natural: Vanti es la empresa distribuidora y comercializadora de gas natural en el municipio.

## Ciudades hermanadas
- Berkeley, California, Estados Unidos.[4]